# Leichtathletik-Weltmeisterschaften 2022/Teilnehmer (Niger)
| Goldmedaillen | Silbermedaillen | Bronzemedaillen |
| ------------- | --------------- | --------------- |
| —             | —               | —               |

Niger nahm an den Leichtathletik-Weltmeisterschaften 2022 in Eugene mit einer Athletin teil.

## Ergebnisse

### Frauen

#### Laufdisziplinen
| Athletin       | Disziplin | Vorlauf    | Vorlauf | Halbfinale | Halbfinale | Finale  | Finale |
| Athletin       | Disziplin | Zeit       | Platz   | Zeit       | Platz      | Zeit    | Platz  |
| -------------- | --------- | ---------- | ------- | ---------- | ---------- | ------- | ------ |
| Aminatou Seyni | 100 m     | 11,09 s    | 14      | 11,21 s    | 17         | DNQ     | DNQ    |
| Aminatou Seyni | 200 m     | 21,98 s NR | 01      | 22,04 s    | 06         | 22,12 s | 04     |